# 白沙大桥 (浙江省)
29°28′14″N 119°16′43.3″E / 29.47056°N 119.278694°E
白沙大桥位于中国浙江省（杭州市）建德市新安江街道，新安江水电站下游，连接新安江北岸的麻园和南岸的白沙村，2011年被列为浙江省文物保护单位。
白沙大桥于1959年10月1日奠基施工，1960年7月1日建成通车，是中国第一座多孔、大跨径石拱桥。全长362米，高24米，桥面行车道宽7米，两侧人行道各宽1.5米。有桥墩5座，主孔6个，中间两主孔跨50米，左右四边孔各跨45米，每个主孔两侧之上各有3个小孔。南北桥头各有一对大石狮，栏干上还有260只小石狮。总投资147.65万元。郭沫若题写“白沙桥”桥名。